# Liste des grands séminaires catholiques français

## Grands séminaires en activité[1]
Depuis les années 1950, les séminaires français sont pour la plupart interdiocésains. Outre la zone géographique indiquée dans le tableau, ils peuvent être appelés à former des candidats issus d'autres diocèses, y compris d'autres pays que la France ou Monaco. 
Sauf mention contraire, les séminaires assurent la formation complète, de l'année de propédeutique à l'année diaconale. 
| Nom du séminaire                                                                                  | Champ d'activité | Site Internet                                            | Précisions |
| ------------------------------------------------------------------------------------------------- | --- | -------------------------------------------------------- | --- |
| Séminaire des Saints-Cœurs de Jésus et Marie                                                      | Séminaire du diocèse de Bayonne, Lescar et Oloron | https://seminaire.diocese64.org                          | Fermé en 2005, il est finalement rouvert en 2009 par Mgr Aillet |
| Séminaire Saint-Sulpice (Issy-les-Moulineaux)                                                     | Plusieurs diocèses des provinces de Lille, de Paris, de Reims et de Rouen                                                                                            | https://seminairesaintsulpice.fr/                        | - |
| Séminaire des Carmes (Paris)                                                                      | Séminaire universitaire dépendant de l'Institut catholique de Paris                                                                                                  | http://sem-carmes.com/                                   | Créé en 1919 |
| Séminaire de Paris                                                                                | Diocèses de Paris et de Moulins | https://www.seminairedeparis.fr/                         | Créé en 1985 comme séminaire diocésain pour Paris |
| Séminaire interdiocésain d'Orléans                                                                | Diocèses des provinces de Tours et de Dijon | http://www.seminaire-orleans.fr/                         | Refondé en 1980, et confié à la Congrégation de Marie et Jésus, (Eudistes) |
| Séminaire Saint-Yves (Rennes)                                                                     | Plusieurs diocèses des provinces de Rennes (Bretagne) et de Rouen (Basse-Normandie)                                                                                  | https://www.seminairesaintyves.com/                      | Créé en 1661 |
| Séminaire Sainte-Marie-Majeure de Strasbourg                                                      | Archidiocèse de Strasbourg | https://grandseminaire.alsace                            | Séminaire universitaire, la formation universitaire est assurée à l'université de Strasbourg |
| Grand séminaire Saint-Jean (Nantes)                                                               | Plusieurs diocèses de la province ecclésiastique de Rennes (Pays de la Loire)                                                                                        | http://seminaire-st-jean-nantes.fr/                      | Créé en 1642 |
| Grand séminaire de Versailles                                                                     | Diocèse de Versailles, Yvelines (78). Le second cycle est assuré au séminaire de Paris, au séminaire français de Rome, et au séminaire du Studium Notre-Dame de Vie. | https://seminaireversailles.fr/                          | Fondé en 1806, fermé en 1972, rouvert en 2006. |
| Séminaire Saint-Luc d'Aix-en-Provence                                                             | Diocèses de la province ecclésiastique de Marseille | https://www.catho-aixarles.fr/diocese/seminairesaintluc/ | Présenté comme diocésain, il accueille des séminaristes de plusieurs diocèses voisins |
| Séminaire provincial Saint-Irénée de Lyon                                                         | Diocèses de la province ecclésiastique de Lyon | https://seminairesaintirenee.fr/                         | Partiellement universitaire |
| Séminaire La Castille à La Crau                                                                   | Diocèse de Fréjus-Toulon | http://seminaire.frejustoulon.fr/                        | Recréé en 1983 |
| Grand séminaire Saint-Cyprien de Toulouse                                                         | Diocèses de la province ecclésiastique de Toulouse | http://www.seminairesaintcyprien.catholique.fr/          | Fondé en 1684 et installé depuis 1908 dans ancien monastère de l'ordre cistercien des Feuillants, séminaire confié à la Compagnie des prêtres de Saint-Sulpice depuis 1763. Études universitaires |
| Séminaires de sociétés de prêtres dont les membres exercent principalement au service de diocèses | |                                                          | |
| Séminaire de la Société Jean-Marie-Vianney à Ars-sur-Formans, Diocèse de Belley-Ars               | | http://sjmv.net/                                         | - |
| Maison de formation de la communauté Saint-Martin à Évron près de Laval                           | | https://www.communautesaintmartin.org/                   | - |
| Studium Notre-Dame de Vie, à Venasque                                                             | | http://www.studiumdenotredamedevie.org/fr/               | Fondé en 1975 |

## Séminaires particuliers
Depuis 1967, les groupes de formation universitaires (GFU) rassemblaient des jeunes gens engagés dans des études universitaires, et qui suivaient le 1er cycle sous forme de sessions courtes. 
Les groupes de formation ouvrière fonctionnaient dans le même esprit au profit d'hommes engagés dans la vie active. En 2010, les GFO ont fusionné avec les GFU. 
Dans le même esprit d'accueillir des profils différents, avait été créé un « séminaire d'aînés » pour des vocations plus tardives, en particulier d'hommes ayant fait très peu d'études auparavant. Ce séminaire installé à Vienne (Isère) a fermé en 2003 au profit de la Communauté Notre-Dame-du-Chemin, intégrée au séminaire d'Orléans. 
La prélature territoriale de la Mission de France dispose de son propre séminaire.
Il existe aussi un Séminaire français de Rome fondé en 1853 et confié aux Spiritains. Les séminaristes suivent des études de type universitaire. 

## Anciens séminaires diocésains et interdiocésains
De la fin du XVIIe siècle jusqu'à la Révolution, et du Concordat de 1801 aux années 1950, chaque diocèse disposait en général de son séminaire. 
Des séminaires interdiocésains, créés après cette date, ont été regroupés avec d'autres. La liste qui suit n'est pas exhaustive. 
- Séminaire saint Jean Eudes de Caen, couvrant plusieurs diocèses de la province ecclésiastique de Rouen, correspondant à la Basse-Normandie, fermé au profit du séminaire Saint-Yves de Rennes en 2015
- Ancien Grand séminaire de Luçon, fondé en 1921, fermé en 1972.
- Grand séminaire Saint-Hilaire de Poitiers, fondé en 1998, fermé après quelques années.
- Grand séminaire de Vannes, fondé en 1679.
- Séminaire universitaire de Lyon, fondé en 1933, fusionné en 2004 avec le séminaire interdiocésain Saint-Irénée pour devenir le Séminaire Provincial de Lyon Saint-Irénée.
- Ancien Séminaire de Montferrand[5].
- Ancien Grand séminaire de Nice
- Grand séminaire de Paray-le-Monial, fondé en 1970. Ayant fermé ses portes, il abrite aujourd'hui la Maison saint François de Sales, année de fondation spirituelle de la Province de Lyon[6].
- Ancien Grand séminaire de Valence
- Séminaire de Bayeux
- Grand séminaire de Besançon
- Grand séminaire de Limoges
- Séminaire interdiocésain de Lille, qui desservait les provinces de Lille et de Reims, fermé en juin 2019[7]
- Séminaire Saint-Joseph de Bordeaux, qui desservait les provinces de Bordeaux et de Poitiers, ouvert en 1901, fermé en 2018 pour le 2e cycle et totalement en juin 2019[8]
- Grand Séminaire de Lorraine, à Metz, fermé en août 2021 [9]